# Justizanstalt Wien-Mittersteig

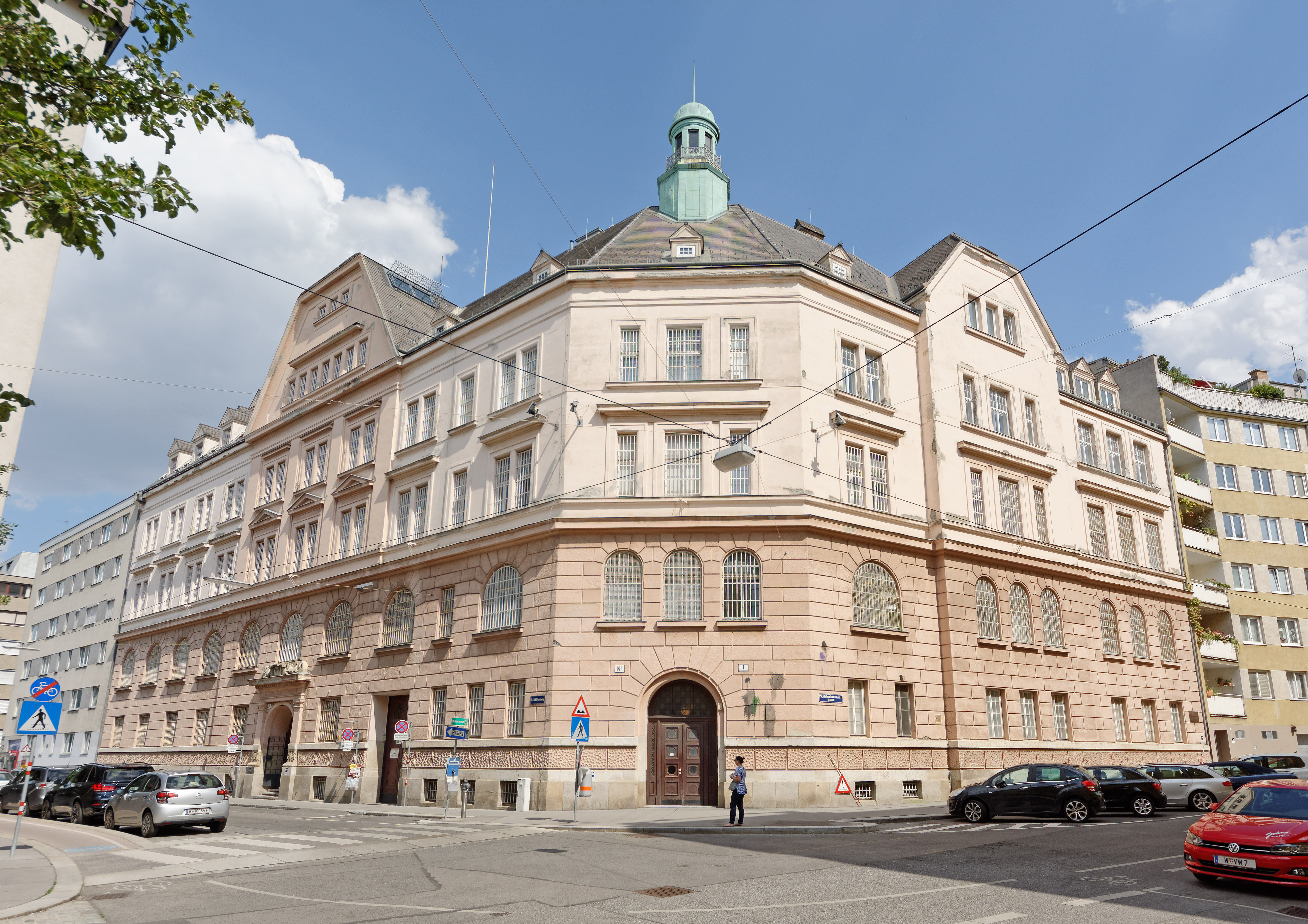
Frontalansicht der Justizanstalt Wien-Mittersteig

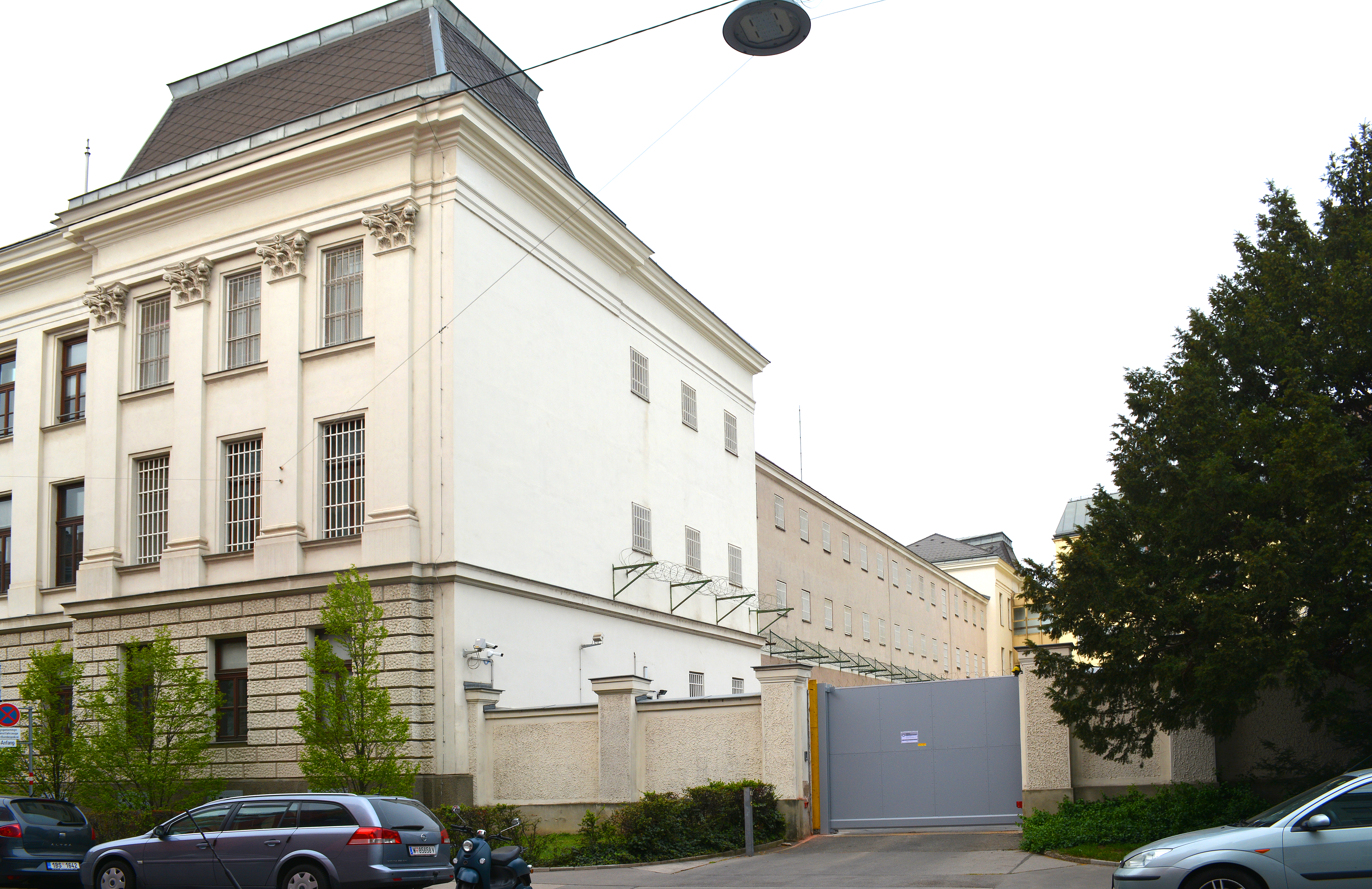
Außenstelle der JA Mittersteig in Floridsdorf

Die Justizanstalt Wien-Mittersteig ist eine Sonderanstalt des österreichischen Strafvollzugs im 5. Wiener Gemeindebezirk Margareten. In dem Gefängnis werden vorwiegend Insassen des Maßnahmenvollzugs gegen zurechnungsfähige, geistig abnorme Rechtsbrecher (§ 21 Abs. 2 StGB) untergebracht. Nicht zurechnungsfähige geistig abnorme Rechtsbrecher werden hingegen in den Justizanstalten Göllersdorf und Asten untergebracht (§ 21 Abs. 1 StGB).
Zum 30. August 2007 befanden sich 152 Personen in der Justizanstalt in Haft, unter diesen auch ein Untersuchungshäftling. Damit war die Haftanstalt zu genau 100 % ausgelastet. Dem Gefängnis ist zudem organisatorisch eine Außenstelle in Floridsdorf zugehörig, welche die größte Außenstelle in Österreich darstellt. Im Gebäude der Justizanstalt selbst können planmäßig bis zu 95, in dessen Außenstelle 57 Rechtsbrecher untergebracht werden.
Leiterin ist Katinka Keckeis.

## Geschichte
Das Gebäude der Justizanstalt Wien-Mittersteig wurde von 1908 bis 1910 im so genannten „Historischen Heimatstil“ erbaut und fungierte zunächst als Sitz des Bezirksgerichts Margareten sowie als dessen Gefangenenhaus. Erst im Jahr 1963 wurde die Justizanstalt nach Sanierungsarbeiten als Sonderanstalt neu eröffnet und dient nun seit der Reform des Strafvollzugsgesetzes im Jahr 1975 als Zentralanstalt für die Unterbringung von zurechnungsfähigen, geistig abnormen Rechtsbrechern.
Seit dem Jahr 1997 wird im Bundesgebäudekomplex Hermann-Bahr-Straße die Außenstelle Floridsdorf, die ursprünglich als Gerichtshofgefängnis konzipiert worden war, geführt. In dieser Außenstelle wurde im Jänner des Jahrs 2002 die Zentrale Dokumentations- und Koordinationsstelle für Sexualstraftäter (BEST) und seit 2012 auch die Clearing-Stelle eingerichtet. Diese Einrichtung ist österreichweit für den Vollzug von Freiheitsstrafen und Maßnahmen an Sexualstraftätern verantwortlich und erstellt und koordiniert die Vollzugspläne der einzelnen Inhaftierten.